# Министарство правде Уједињеног Краљевства
Министарство правде (енгл. Ministry of Justice) је министарство Уједињеног Краљевства надлежно за вршење правосудне управе у судовима Енглеске и Велса и за надзор над кривичним и затворским системом.
Основано је 9. маја 2007, а настало је из реформисаног Министарства за уставна питања (раније познато под називом Министарство лорда канцелара). Добило је неке надлежности Министарства унутрашњих послова везане са кривичну судску политику и затворски систем, али само на подручју Енглеске и Велса. 